# Linnaeushof 31-42 (Amsterdam)
Linnaeusstraat 31-42 te Amsterdam is een strook woningen aan het Linnaeushof in Amsterdam-Oost.

## Linnaeushof 31-42
Het terrein stond bekend als een Roomse enclave in de voormalige gemeente Watergraafsmeer. Toen gemeente Amsterdam in 1921 de Watergraafsmeer annexeerde kwam deze enclave binnen die gemeente te liggen. In de jaren daarna werd het volgebouwd door de “Zusters van het Arme Kind Jezus”. Deze liet in 1930/1931 het Clara Feyklooster bouwen maar hadden nog een oog gericht op de belendende percelen om eventueel tot uitbreiding te kunnen overgaan. Die uitbreiding kwam er niet. De terreinen kwamen in handen van J.J.L. Rozestraten, die een strook woningen naar eigen ontwerp kon bouwen, mits ze qua architectuur niet zouden vloeken met de overige architectuur van het hofje van Alexander Kropholler. Rozestraten bouwde een strook in de verstrakte vorm van de Amsterdamse Schoolstijl. Het week daarbij nauwelijks af van de woningen aan het hof van Kropholler, maar wel van de bouwstijl van het klooster van de broers Kraaijvanger. De gemeente Amsterdam deelde het blok in 2016 apart in bij de verklaring tot gemeentelijk monument. 

## Rozestraten
Johannes Jacobus Lambertus Rozestraten (Gouda, 29 december 1887 - Amsterdam, 8 januari 1941) was een bekende man in de Amsterdam katholieke bouwwereld. Hij was zoon van een stukadoor uit Gouda. Hij was timmerman, aannemer, makelaar en architect; een combinatie die in die tijd gangbaar was. Hij woonde langere tijd aan de Vondelstraat 49. Hij was bestuurslid van diverse katholieke bouwafdelingen, een huiseigenarenvereniging (Het Eigendomsrecht), een parochie en Kleine Vereniging van St. Antonius (voor stille armen). Hij was de aannemer van het door Alexander Kropholler ontworpen Linnaeushof inclusief de Hofkerk.

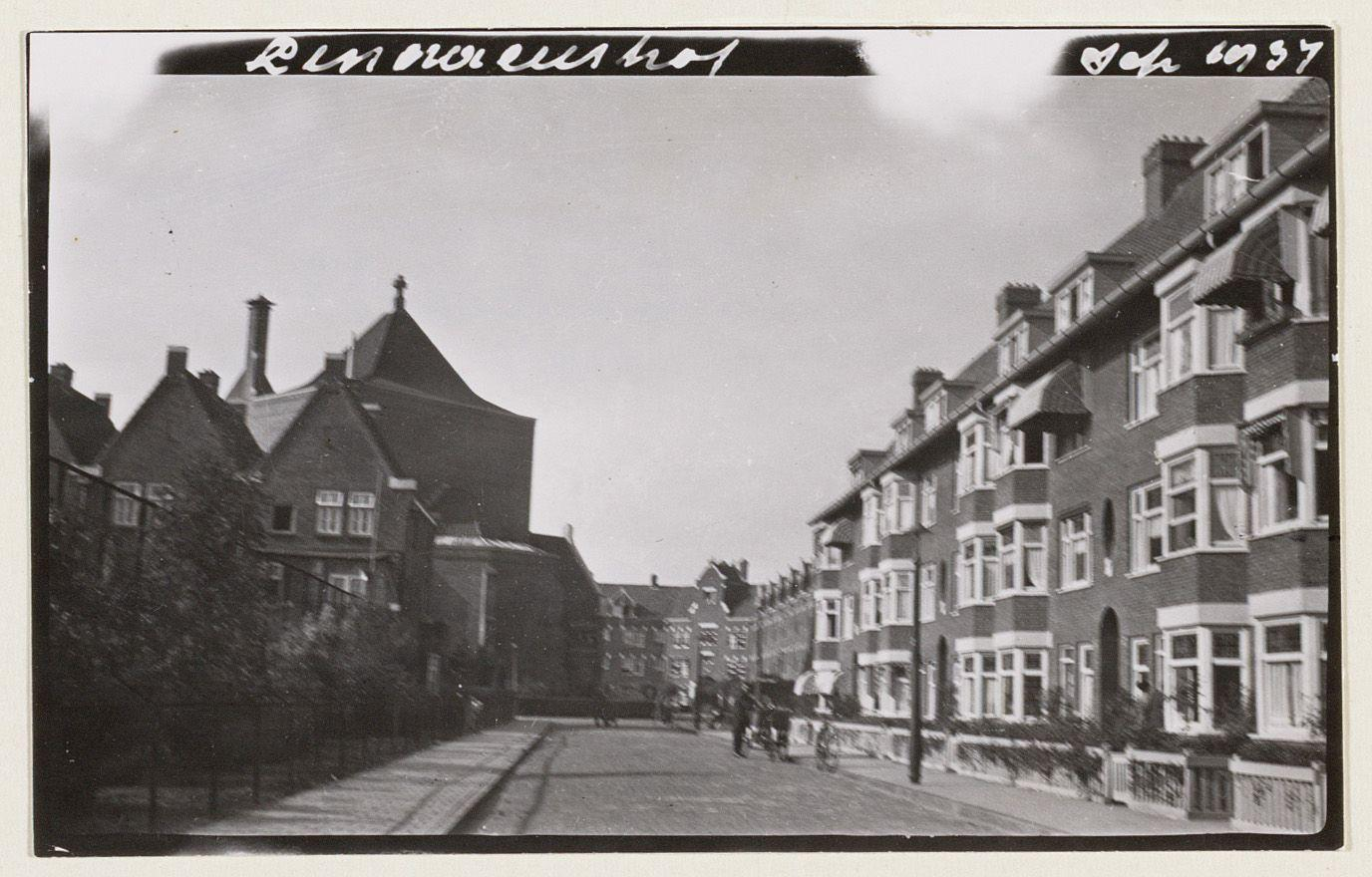
De Rozenstratenpanden rechts (1937) met links de Hofkerk